# Das alte Hotel
Das alte Hotel ist eine deutsch-österreichische Fernsehserie. Die deutsche Erstausstrahlung war zwischen 10. Oktober 1963 und 16. Januar 1964. Die sechs Folgen (Schwarzweiß / Mono) waren in allen Regionalprogrammen Westdeutschlands zu sehen.

## Handlung
Studienrat Sesselbein lehrt an einer Schule in Norddeutschland. Durch den Tod seiner Schwester erbt er ein Hotel in Wien, das er eigentlich sofort verkaufen will. Er reist nach Wien, um mit dem Notar Dr. Schwengl zu verhandeln und lernt dabei nicht nur sein Erbe kennen, sondern auch Frau von Wollinger. Diese überredet ihn, nicht nur das Hotel zu behalten, sondern auch in eigener Regie zu führen. Unterstützt wird er dabei u. a. von Zimmermädchen Josefa, Hausdiener Karl und dem Portier Ferdinand, die ihn unterstützen und mithelfen, entstehende Problem der Gäste und dem Hotel zu lösen.

## Folgen
1. Die Erbschaft
2. Die Amerikanerin
3. Marianne
4. Der Maler
5. Der Diebstahl
6. Die Schülerinnen